# Ectolopha hypochlora
Ectolopha hypochlora är en fjärilsart som beskrevs av M.Gaede 1915. Ectolopha hypochlora ingår i släktet Ectolopha och familjen nattflyn. Inga underarter finns listade i Catalogue of Life.